# Edmundo Campion
Edmundo Campion foi um sacerdote jesuíta, ordenado em 1578, e mártir foi um padre jesuíta católico inglês e mártir. 

## Vida
Enquanto conduzia um ministério clandestino na Inglaterra oficialmente anglicana, Campion foi preso por caçadores de padres. Condenado por alta traição, foi enforcado, arrastado e esquartejado em Tyburn. Campion foi beatificado pelo Papa Leão XIII em 1886 e canonizado em 1970 pelo Papa Paulo VI como um dos Quarenta Mártires da Inglaterra e País de Gales. Seu dia de festa é comemorado todo dia 1º de dezembro.